# Ulrik Saltnes
Ulrik Saltnes (Brønnøysund, 10 de noviembre de 1992) es un futbolista noruego que juega de centrocampista en el F. K. Bodø/Glimt de la Eliteserien.

## Estadísticas

### Clubes
| Club                | Temporada           | Liga                | Liga | Liga  | Copa | Copa  | Continental | Continental | Total | Total |
| Club                | Temporada           | División            | Apps | Goles | Apps | Goles | Apps        | Goles       | Apps  | Goles |
| ------------------- | ------------------- | ------------------- | ---- | ----- | ---- | ----- | ----------- | ----------- | ----- | ----- |
| Brønnøysund IL      | 2010                | 3.ª                 | 1    | 0     | 0    | 0     | -           | -           | 1     | 0     |
| Bodø/Glimt          | 2011                | 2.ª                 | 0    | 0     | 1    | 1     | -           | -           | 1     | 1     |
| Bodø/Glimt          | 2012                | 2.ª                 | 20   | 1     | 4    | 1     | -           | -           | 24    | 2     |
| Bodø/Glimt          | 2013                | 2.ª                 | 11   | 1     | 4    | 0     | -           | -           | 15    | 1     |
| Bodø/Glimt          | 2014                | 1.ª                 | 7    | 0     | 3    | 0     | -           | -           | 10    | 0     |
| Bodø/Glimt          | 2015                | 1.ª                 | 17   | 1     | 3    | 1     | -           | -           | 20    | 2     |
| Bodø/Glimt          | 2016                | 1.ª                 | 12   | 0     | 4    | 0     | -           | -           | 16    | 0     |
| Bodø/Glimt          | 2017                | 2.ª                 | 27   | 13    | 3    | 2     | -           | -           | 30    | 15    |
| Bodø/Glimt          | 2018                | 1.ª                 | 28   | 4     | 4    | 1     | -           | -           | 32    | 5     |
| Bodø/Glimt          | 2019                | 1.ª                 | 30   | 7     | 1    | 0     | -           | -           | 31    | 7     |
| Bodø/Glimt          | 2020                | 1.ª                 | 20   | 9     | 0    | 0     | 3           | 0           | 23    | 9     |
| Bodø/Glimt          | Total               | Total               | 172  | 36    | 27   | 6     | 3           | 0           | 202   | 42    |
| Total en su carrera | Total en su carrera | Total en su carrera | 173  | 36    | 27   | 6     | 3           | 0           | 203   | 42    |

## Palmarés

### Títulos nacionales
| Título      | Club             | País    | Año  |
| ----------- | ---------------- | ------- | ---- |
| Eliteserien | F. K. Bodø/Glimt | Noruega | 2020 |
| Eliteserien | F. K. Bodø/Glimt | Noruega | 2021 |
| Eliteserien | F. K. Bodø/Glimt | Noruega | 2023 |
| Eliteserien | F. K. Bodø/Glimt | Noruega | 2024 |